# Mesene bomilcar
Espèce
Mesene bomilcar est une espèce d'insectes lépidoptères (papillons) appartenant à la famille  des Riodinidae et au genre Mesene.

## Taxonomie
Mesene bomilcar a été décrit par Caspar Stoll en 1790 sius le nom de Papilio bomilcar.

## Écologie et distribution
Mesene bomilcar est présent en Guyane, en Guyana et au Surinam.

### Biotope
Il réside dans la forêt tropicale.